# Anisaedus
Anisaedus is een geslacht van spinnen uit de  familie van de Palpimanidae.

## Soorten
- Anisaedus aethiopicus Tullgren, 1910
- Anisaedus gaujoni Simon, 1893
- Anisaedus levii Chickering, 1966
- Anisaedus pellucidas Platnick, 1975
- Anisaedus rufus (Tullgren, 1905)
- Anisaedus stridulans González, 1956